# Ladiké
Ladiké (en grec ancien : Λαδίκη) est une noble cyrénéenne, très certainement princesse de la dynastie des Battiades.

## Biographie
Les origines familiales de Ladiké sont incertaines. Hérodote, la seule source antique à son sujet, a recueilli deux traditions différentes, dans lesquelles Ladiké est présenté comme la fille de Battos II ou comme celle d'un citoyen distingué de Cyrène nommé Critobule. Pour Typhaine Haziza, « le personnage même de Ladiké - tout au moins au travers du texte d'Hérodote - semble davantage relever du symbole que de la réalité ».
Après avoir noué alliance avec Cyrène, Ahmôsis II souhaita prendre une Cyrénéenne dans son harem, soit qu'il eut envie d'une Grecque, soit à cause de l'amitié qui l'unissait désormais à Cyrène. Ce mariage diplomatique, dans lequel Ladiké, une princesse cyrénéenne, intègre le harem royal égyptien en tant qu'épouse secondaire, était très certainement une manière pour le Pharaon d'affirmer sa suzeraineté, au moins théorique, sur la cité de Cyrène.
Hérodote narre avec force détails les malheurs du couple : Ahmôsis étant incapable de posséder Ladiké lorsqu'il avait des relations avec elle, il la menaça de mort si elle ne se soumettait pas à lui. Pour échapper au courroux de son mari, elle sollicita les faveurs d'Aphrodite, lui promettant en échange la dédicace d'une statue à Cyrène, dans le sanctuaire de la déesse, que François Chamoux situe près du sanctuaire d'Apollon, à proximité de la route de la mer, montant vers Cyrène. La statue était encore intacte du temps où Hérodote visita la cité de Cyrène. L'offrande apaisa la colère du Pharaon, ce dernier tombant éperdument amoureux de son épouse cyrénéenne.
Typhaine Haziza estime que Ladiké est un symbole des relations diplomatiques qui lient l’Égypte pharaonique à Cyrène à partir d'Ahmôsis II, l'érection d'une statue d'Aphrodite à Cyrène pouvant, par exemple, être interprétée comme une manifestation permanente de la domination du Pharaon sur le territoire de la cité.
Les sources littéraires sont quasiment muettes sur ce qu'il advint par la suite de Ladiké. Lors de l'invasion de l’Égypte par Cambyse II en 525 av. J.-C., Ladiké fut renvoyée à Cyrène, sans que le moindre mal ne lui soit fait.